# Noah Ohio
Noah Chidiebere Junior Anyanwu Ohio (* 16. Januar 2003 in Almere) ist ein niederländisch-englischer Fußballspieler mit nigerianischen Wurzeln.

## Karriere

### Verein
Ohio begann seine Karriere beim FC Almere. Zur Saison 2015/16 wechselte er nach England in die Jugend von Manchester United. Nach einem Jahr bei United wechselte er innerhalb von Manchester zum Stadtrivalen Manchester City. In der Akademie von City verbrachte er drei Jahre, ehe er zur Saison 2019/20 nach Deutschland in die Jugend von RB Leipzig wechselte. In Leipzig spielte er zunächst für die B-Junioren, ehe er zur Saison 2020/21 in den Kader der U19-Mannschaft rückte.
Im Januar 2021 kehrte Ohio zurück in die Niederlande und schloss sich leihweise für eineinhalb Jahre Vitesse Arnheim an. Sein Debüt für Vitesse in der Eredivisie gab er im Januar 2021, als er am 19. Spieltag der Saison 2020/21 gegen VVV-Venlo in der 85. Minute für Loïs Openda eingewechselt wurde. In Arnheim konnte sich der Stürmer allerdings bis Saisonende nicht durchsetzen, er kam zu insgesamt vier Einsätzen in der Liga, wobei der längste davon acht Minuten dauerte. Daraufhin wurde der eigentlich noch bis 2022 laufende Leihvertrag in den Niederlanden nach der Saison 2020/21 vorzeitig beendet und Ohio kehrte nach Leipzig zurück. Im Juli 2021 wurde er ein zweites Mal verliehen, diesmal an den österreichischen Bundesligisten FK Austria Wien. Bis zum Ende der Leihe kam er zu 30 Einsätzen in der Bundesliga für die Wiener, in denen er fünf Tore erzielte.
Zur Sommervorbereitung 2022 kehrte Ohio zunächst nicht nach Leipzig zurück, wo er nur noch für die Profis spielberechtigt gewesen wäre, sondern wurde für Gespräche mit anderen Vereinen freigestellt. Der Stürmer wechselte daraufhin nach Belgien zu Standard Lüttich, wo er einen bis Juni 2026 laufenden Vertrag unterschrieb. In seiner ersten Saison bestritt er 27 von 40 möglichen Ligaspielen für Standard, in denen er fünf Tore schoss, sowie zwei Pokalspiele. Zum Aufbau nach Verletzungspausen bestritt er auch vier Spiele mit zwei geschossenen Toren in der U23-Mannschaft, die in der Division 1B spielt.
In der nächsten Saison waren es 14 von 22 Ligaspielen sowie 2 Pokalspiele mit einem geschossenen Tor. Im Januar 2024 wechselte er auf Leihbasis zum englischen Zweitligisten Hull City.
Im Sommer 2024 wurde er zum FC Utrecht transferiert.

### Nationalmannschaft
Ohio spielte zwischen Dezember 2017 und Mai 2018 dreimal für die niederländische U15-Auswahl. Danach wechselte der Offensivspieler zum englischen Fußballverband und kam im August 2018 zweimal für die englische U16-Mannschaft zum Einsatz. Später kehrte er wieder zurück zum niederländischen Verband und spielte zwischen Oktober 2018 und Februar 2019 viermal für die U16 der Niederlande, ehe er im April 2019 noch vier weitere Male für die U16-Mannschaft der Engländer zum Einsatz kam. Nachdem er in beiden Ländern für die U17- und U18-Auswahlen zunächst nicht mehr berücksichtigt worden war, bestritt er im Juni 2022 drei Spiele für die niederländische U19-Mannschaft. Seit September 2023 gehört er der niederländischen U21-Nationalmannschaft an.